# Vasilka Stoeva
Vasilka Rafailova Malusheva-Stoeva (en bulgare : Василка Рафаилова Малушева-Стоева ; née le 14 janvier 1940 à Kotel dans l'ancien Royaume de Bulgarie) est une athlète bulgare spécialiste du lancer de disque. Licenciée au Levski-Spartak Club, elle mesure 1,74 m pour 105 kg.

## Carrière

### Palmarès
| Date | Compétition           | Lieu   | Résultat | Performance |
| ---- | --------------------- | ------ | -------- | ----------- |
| 1972 | Jeux olympiques d'été | Munich | 3e       | 64,34 m     |

### Records
| Épreuve          | Performance | Date   |      |
| ---------------- | ----------- | ------ | ---- |
| Lancer de disque | 64,34 m     | Munich | 1972 |